# Kapiti Island
Kapiti Island ist eine Insel, die sich etwa 8 km vor der Westküste des südlichen Teils der Nordinsel Neuseelands befindet und von dort aus sehr deutlich sichtbar ist. Sie bedeckt eine Fläche von 19,65 km².
Die der Tasmansee zugewandte westliche Seite der Insel ist stellenweise sehr felsig und hat Felsspitzen bis zu 520 m Höhe, die steil ins Meer abfallen.
In einem die Insel durchquerenden Bereich kommt eine ursprüngliche Bruchlinie der Oberfläche zum Vorschein (als Teil der gleichen Kammlinie wie in der Tararua Range).
Die Vegetation der Insel wird durch Gestrüpp und Wald der neuseeländischen Pflanzen Kohekohe, Tawa und Kanuka dominiert. Der größte Teil des Waldes hat sich auf natürliche Weise regeneriert, nachdem viele Jahre Brandrodungen und Farmwirtschaft betrieben wurden. Auf einigen Flächen hat sich aber auch der originale Busch noch erhalten, mit bis zu 30 m (100 Fuß) hohen Bäumen.
Der Name der Insel wird seit 1989 auch für den Kapiti Coast District verwendet, zu dem unter anderem die Ortschaften Paraparaumu und Waikanae gehören.

## Geschichte
Um 1700 und 1800 siedelten Māori auf der Insel. Unter dem Māori-Stammesführer Te Rauparaha entstand hier eine Basis, sein Stamm der Ngāti Toa fuhr mit ihren Kanus zu Jagdtouren hinauf bis zum Whanganui River und südlich bis zu den Marlborough Sounds.
Das nahe der Insel gelegene Seegebiet war ein Brutgebiet für Wale; während der Wal-Saison waren bis zu 2.000 Menschen auf der Insel stationiert. Aus dem Tran der Wale wurde Öl gewonnen und dieses dann nach Amerika für die Verwendung im Maschinenbau verschifft (vor dem Petroleum-Zeitalter). Einige Wale sind auch heute noch hier zu beobachten.
Das erhaltenswerte Potential der Insel wurde bereits um 1870 erkannt, im Jahre 1897 wurde die Insel ein Vogelschutzgebiet, aber es dauerte noch bis 1987, bis das Department of Conservation die Aufsicht übernahm. In den 1980er und 1990er Jahren starteten Bemühungen, die Insel zu renaturieren, die Schafe wurden von der Insel geschafft und die Possums ausgemerzt. Dann wurden 1998 die Ratten der Insel vernichtet. Eine komplette Vertreibung von einer Insel dieser Größe wurde zuvor nur für schwerlich möglich gehalten.
Große Sorgfalt wird daher heute darauf gelegt, dass keine Possums oder Ratten auf einem der Boote zur Insel gelangen. Bei Reisegruppen wird deswegen auch eine Kontrolle der Taschen vorgenommen, um sicherzugehen, dass keiner dieser Räuber wissentlich oder unwissentlich mit auf die Insel gebracht wird.

## Heutige Zeit
Die Insel wird gänzlich vom Schutzgebiet Kapiti Island Nature Reserve erfasst und grenzt an die Kapiti Marine Reserve. Der größte Anteil daran ist in öffentlichem Eigentum.
Die Insel ist die Heimat einer Vielzahl einheimischer Vögel (die meisten wieder eingebürgert), darunter Südinseltakahe, Lappenkrähe, Neuseelandente, Sattelvogel, Maorischnäpper, Neuseelandfächerschwanz, Neuseeland-Kuckuckskauz, Wekaralle (Hybriden von Unterarten der Nord- und Südinsel), Stichvogel und Langbeinschnäpper.
Der Südstreifenkiwi oder Tokoeka und der kleine Fleckenkiwi oder Zwergkiwi wurden auf der Insel zwischen 1890 und 1910 freigelassen, für letzteren ist die Insel einer der letzten Rückzugsorte. Die Ausrottung der Ratten hat zu einer Zunahme der rot-gekrönten Ziegensittiche, der Neuseeland Robins, der Bellbirds und der Saddlebacks geführt. Die Insel ist jetzt eines von Neuseelands wichtigsten Vogelschutzgebieten. Im April 2005 wurde hier auch für die in ihrer Heimatpopulation im Tararuas stark gefährdete Kleinen Neuseelandfledermaus ein sicherer Lebensraum geschaffen.
Wegen der Nähe zu Wellington gibt es regelmäßige touristische Reisen zur Insel, die sich insbesondere bei Vogelliebhabern großer Beliebtheit erfreuen. Diese Exkursionen sind pro Tag auf 50 Personen beschränkt, pro Jahr dürfen maximal 15.000 Besucher die Insel betreten. Des Weiteren gibt es die Möglichkeit, bei einer einheimischen Familie auf der Insel zu übernachten und während einer geführten Nachttour den kleinen Fleckenkiwi zu beobachten (siehe Weblinks unten). Die Abwesenheit natürlicher Fressfeinde führt dazu, dass Neuseelands Vögel hier sehr zutraulich sind.